# Blood Sweat & Tears (canción de BTS)
«Blood Sweat & Tears» (en hangul, 피 땀 눈물; romanización revisada, Pi ttam nunmul) (Chi, ase, namida (血、汗、涙?)) es una canción grabada en dos idiomas (coreano y japonés) por el grupo surcoreano BTS. «Hitman» Bang, Kim Do-hoon, RM, Suga, J-Hope y Pdogg la escribieron, mientras que este último se encargó por completo de la producción. La compañía Big Hit lanzó la versión en coreano el 10 de octubre de 2016 como el sencillo principal del segundo álbum de estudio de la banda, Wings (2016). Universal Music Japan publicó la grabación en japonés el 10 de mayo de 2017 como un álbum sencillo que incluía «Spring Day» y «Not Today» como lado B, ambas también en ese idioma. Musicalmente, el tema pertenece a los géneros moombahton, trap y house tropical —con influencias del dancehall y del reguetón— y su letra se centra en el dolor causado por el amor adictivo.
En general, «Blood Sweat & Tears» recibió comentarios positivos por parte de los críticos, quienes elogiaron su producción, el sonido original y la interpretación vocal de BTS. Además, algunos compararon su estilo musical con el de Major Lazer y Justin Bieber. Comercialmente, la versión en coreano lideró la Gaon Digital Chart en Corea del Sur, por lo que fue el primer número uno del grupo en el conteo, y hasta mayo de 2019 vendió más de 2.5 millones de copias. El tema en japonés encabezó la Oricon Singles Chart y fue el 22.º sencillo más vendido en 2017 en Japón. Posteriormente obtuvo un disco de platino en ese país al superar las 250 000 unidades. Por otro lado, recibió una nominación a canción del año en los Mnet Asian Music Awards 2016 y apareció en la listas de fin de década de las mejores canciones de K-pop de las revistas Billboard y GQ. 
Se filmaron dos videos musicales para promocionar «Blood Sweat & Tears». YongSeok Choi dirigió el primero y Big Hit lo estrenó en su canal de YouTube el 10 de octubre de 2016. Estuvo inspirado en la novela de aprendizaje Demian (1991) de Hermann Hesse y muestra a BTS explorando un museo e interprentando una coreografía. También ganó el premio al mejor video musical en los Seoul Music Awards 2017. En cambio, Universal Music Japan publicó el segundo clip, que incluía efectos psicodélicos y colores neón, el 10 de mayo de 2017. BTS promovió la canción en varios programas de música surcoreanos, incluyendo M! Countdown, Music Bank e Inkigayo. 

## Antecedentes y lanzamiento
En 2016, BTS anunció el lanzamiento de su segundo álbum de estudio en coreano, Wings, después de concluir su trilogía «The Most Beautiful Moment in Life», que exploró el concepto de la belleza de la juventud y sus incertidumbres. El 6 de octubre, el grupo compartió la lista de canciones del disco a través de sus redes sociales, en la que confirmó que «Blood Sweat & Tears» formaba parte de Wings, y un día después reveló que era el sencillo principal. «Hitman» Bang, Kim Do-hoon, RM, Suga, J-Hope y Pdogg la escribieron, mientras que el último se encargó por completo de la producción y participó como ingeniero de grabación, y James F. Reynolds hizo la mezcla en Schmuzik Studios. En cambio, KM-MARKIT compusó el tema en japonés.
El 10 de octubre de 2016, Big Hit publicó «Blood Sweat & Tears» en los formatos de descarga digital y streaming en varios países. Posteriormente, el 10 de mayo de 2017 Universal Music Japan lanzó las versiones en japonés de la canción —que después formó parte de su tercer álbum de estudio en japonés Face Yourself (2018)— y de los temas «Spring Day» y «Not Today» como el séptimo álbum sencillo de BTS en ese idioma. El mismo día también sacó a la venta cuatro ediciones en CD en Japón, una regular y tres limitadas: la A, que tenía un DVD con los videos musicales de «Blood Sweat & Tears» en coreano y en japonés; la B, que tenía un DVD con el detrás de escenas del rodaje de «Blood Sweat & Tears» y el «Making of Album Jacket Photos»; y la C, que tenía un libro de fotografías de 36 páginas. Las cuatro contienen «Blood Sweat & Tears» y «Not Today» como lado A y lado B respectivamente, en tanto que «Spring Day» se incluyó únicamente en la edición regular.

## Música y letras
Contrario al sonido hip hop característico de BTS hasta ese momento, «Blood Sweat & Tears» es un híbrido de moombahton, trap y house tropical con influencias del dancehall y el reguetón. Está compuesta en la clave de do menor con un tempo moderado de 93 pulsaciones por minuto y tiene una duración de tres minutos con 37 segundos. La instrumentación consta de teclados, sintetizadores y tambores caribeños; se usó una producción «en capas» que consiste en ritmos house, «sintetizadores ligeros», «sirenas resonantes» y «palmadas rítmicas». Además, un crítico de The Singles Jukebox notó las similitudes en el estilo de la composición con el trabajo del dúo noruego Stargate.
Los versos son guiados por «ritmos palpitantes» y utilizan una interpretación emocional y melancólica, mientras que las voces se caracterizan por timbres sutiles y en cascada, así como por un «crooning emotivo». La canción incluye falsettos «entrecortados», hooks «con voces cortadas» y, a veces, versos de rap «ondulantes». El coro, «mi sangre, sudor y lágrimas, mi último baile, tómalo todo y vete» se repite varias veces y lleva a un breakdown de EDM que recibió comparaciones con temas «con tintes emocionales» de Major Lazer y Justin Bieber.
Respecto a su concepto y significado, RM comentó en una rueda de prensa: «Conforme una tentación es más difícil de resistir, piensas más en ella y vacilas. Esa incertidumbre es parte del proceso de crecimiento. "Blood Sweat & Tears" es una canción que muestra cómo uno piensa, elige y crece». Suga añadió: «transmite una determinación optimista de usar nuestra alas para ir lejos, incluso cuando encontramos tentaciones en la vida». La letra trata sobre el dolor causado por el amor adictivo, aborda temas como la «tentación» y la «disposición» para sacrificar todo mediante líneas como «Bésame, no importa si duele / Hazlo más fuerte / Así ya no podrá dolerme más». Un editor de la revista Billboard escribió que la canción «engloba el sentido de desesperación que el septeto había incluido previamente en sencillos como "I Need U" y "Save Me'"».

## Recepción

### Comentarios de la crítica
«Blood Sweat & Tears» recibió comentarios generalmente positivos por parte de los críticos musicales. En un artículo para Fuse, Jeff Benjamin elogió su sonido y la interpretación vocal de la banda. Además, la describió como un sencillo «dance completamente accessible» que es «perfecto para el paisaje sonoro pop de hoy en día». En otra reseña para Billboard se refirió a la canción como la mejor de BTS y añadió: «todos los versos de rap, las voces y los elementos visuales dan la impresión de ser específicos e importantes para su historia, sin dejar de ser totalmente comprensibles para las audiencias mundiales» y concluyó que, con «Blood Sweat & Tears», el grupo continuó «impulsando su arte en la escena musical global». Tamar Herman, también para Billboard, calificó al tema como «innovador» y «musicalmente complejo»; alabó las «voces etéreas» y «notas altas» y señaló que «mantiene el estilo grandilocuente de BTS incluso cuando se aleja del hip hop hacia un sonido más mainstream —al estilo de Major Lazer—». En The Malaysia Star, Chester Chin lo destacó por sus «contagiosos sonidos EDM», mientras que Jacques Peterson de Idolator comentó que «no sonaría fuera de lugar en el disco Purpose de Justin Bieber. Por su parte, Hyun-su Yim de The Korea Herald resaltó su coro «minimalista» y su producción «con base en sintetizadores».
En un artículo para Vulture, T.K. Park y Youngdae Kim sintieron que la canción ayudó al grupo a evolucionar tanto su sonido como su dirección musical en una manera «que representa el punto decisivo en su carrera». Sobre esto detallaron: «a pesar de que tiene influencias del dancehall, reguetón y moombahton, el tema evita la atmósfera festiva de estos géneros y opta en su lugar por un misticismo barroco». Craig Jenkins, igualmente para Vulture, consideró que era «sombría y existencial». Taylor Glasby de Dazed aclamó su producción, así como la interpretación vocal de la banda. Al respecto mencionó: «los miembros de BTS son capaces de unir el quebrantamiento íntimo de la letra con un estado opuesto de pop leviatán» y lo hacen «con tanta naturalidad que este domina todo lo que tiene ante sí». Minhyung Hyun de IZM observó que «la temática de la "tentación", que fue un nuevo concepto tras los de las series de la "escuela" y la "juventud", encajó con sus letras» y mostró crecimiento hacia «una identidad ligeramente más intensa» a la que BTS «había presentado en sus trabajos previos». Asimismo, elogió la producción y denominó al coro como «adictivo». Similarmente, Tamara Fuentes de Seventeen opinó que l«Blood Sweat & Tears» marcó «el inicio de una nueva era de una manera hermosa».

### Recibimiento comercial
«Blood Sweat & Tears» fue un éxito comercial en Corea del Sur, ya que encabezó la lista Gaon —tanto el componente Digital como Download— en la semana del 9 al 15 de octubre de 2016 al comercializar 198 987 unidades en la primera semana tras su lanzamiento y se convirtió en el primer número uno de BTS en el país. Además, fue la sexta canción con mejor rendimiento en octubre de 2016 en la Gaon Monthly Digital Chart, basándose en descargas digitales y streaming, y hasta mayo de 2019 había vendido más de 2.5 millones de copias digitales. En Estados Unidos obtuvo el primer lugar en la Billboard World Digital Song Sales (el segundo tema de la banda en conseguirlo, después de «Fire» en 2016), mientras que en Canadá llegó a ser la canción de un grupo de K-pop con la mejor posición en la Canadian Hot 100, hasta ese momento, al entrar en el puesto 86.
En Japón, «Blood Sweat & Tears» lideró la Oricon Daily Singles Chart y la Oricon Weekly Singles Chart con 141 243 y 238 795 unidades en su primer día y semana en el mercado, respectivamente. Con ello, BTS fue el artista extranjero que comercializó 200 000 copias en el menor tiempo en el ranking Oricon. Por otro lado, en mayo de 2017 «Blood Sweat & Tears» tuvo más de 273 000 de ventas, una cantidad mayor a la que el grupo alcanzó con su anterior álbum sencillo en japonés «Run» (2016). Asimismo, para el final de ese año fue el 22.º sencillo más vendido en Japón, esta fue la segunda mejor ubicación para un tema de un artista coreano en la lista, por detrás de «Mic Drop / DNA / Crystal Snow» que ocupó el puesto 13. Adicionalmente, «Blood Sweat & Tears» ingresó en el número uno en la Billboard Japan Hot 100, en la edición del 22 de mayo de 2017, con 310 276 copias. En febrero de 2018 recibió la certificación de platino otorgada por la Recording Industry Association of Japan (RIAJ).

## Videos musicales
El 10 de octubre de 2016 se estrenó el video musical de «Blood Sweat & Tears» en el canal de YouTube de Big Hit, al que le precedió un tráiler de 37 segundos que se lanzó cuatro días antes en la misma plataforma. YongSeok Choi, de la compañía Lumpens, lo dirigió mientras que Edie YooJeong Ko fue asistente de dirección; Nam Hyunwoo de GDW participó como director de fotografía y Kim Gyeungseok de Sunny trabajó como técnico en iluminación, Lee Moonyoung de Myllab fue el director de arte y Shin Yunkyun de DnD line se encargó de los efectos especiales. Además, Keone Madrid y Quick Style Crew hicieron la coreografía de la canción bajo la supervisión de Sungdeuk Son. El clip estuvo inspirado en la novela de aprendizaje Demian (1919) de Hermann Hesse y tiene una duración de seis minutos. Contiene simbolismo del barroco y explora los conceptos del «destino, la realidad, la vida y la muerte, y la caída en desgracia».

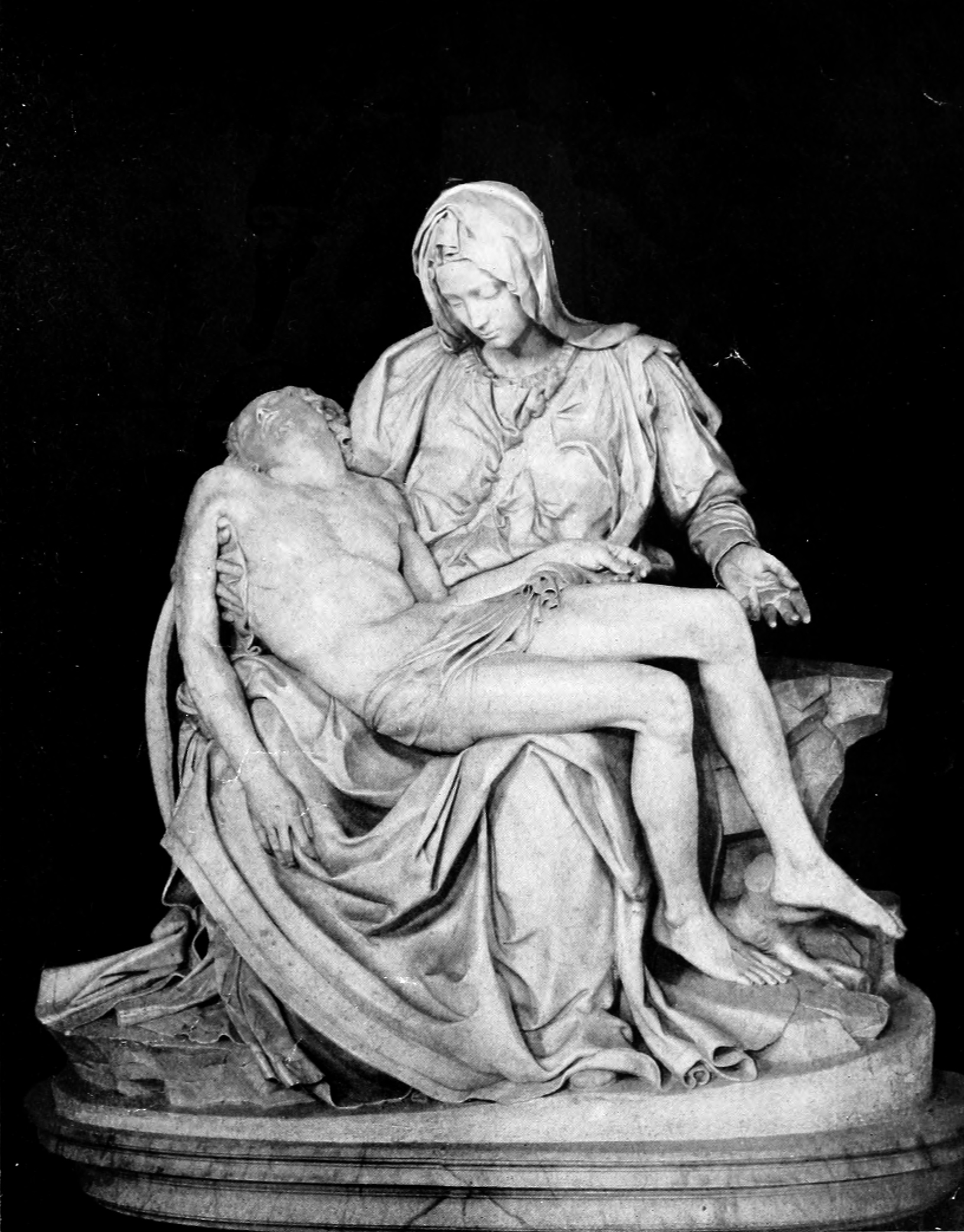
En todo el video musical aparecen imágenes barrocas y clásicas, entre ellas la escultura Pietà de Miguel Ángel.

El video musical inicia con los siete miembros de BTS examinando un museo lleno de réplicas del Renacimiento Europeo y estatuas de ángeles llorando, antes de mostrarlos posando juntos. A continuación, el plano principal se abre por un instante y ellos aparecen en un salón donde comienzan a interpretar la coreografía mientras suena la línea de apertura de la canción. La grabación alterna entre primeros planos de cada integrante mirando directamente a la cámara y tomas grupales en las que ejecutan la coreografía «sensual», que tiene movimientos en los que sus manos «constantemente ciegan, buscan y revelan el deseo y la verdad». En otras escenas también beben elixires de colores, usan vendas para cubrirse los ojos, soplan humo y saltan de una manera jovial. Durante todo el video aparecen bailando en múltiples escenarios o confinados en habitaciones extravagantes en las que hay esculturas clásicas blancas, ubicadas en lugares oscuros. Asimismo, contiene imágenes clásicas y alusiones a la literatura y el arte como citas y pinturas, que simbolizan emociones como el miedo o el peligro y la tentación y el caos. Entre estas referencias está un pasaje de Demian que RM recita en un punto del clip, así como la cita «es preciso tener todavía caos dentro de sí para poder dar a luz una estrella danzarina», de la novela filosófica Así habló Zaratustra, y los cuadros El Lamento por Icaro (1898) de Herbert James Draper, La caída de los ángeles rebeldes (1562) y Paisaje con la caída de Ícaro (1560), ambas de Pieter Brueghel; esta última se observa en una escena en la que V salta de un balcón. El video sigue un hilo argumental bíblico sobre ángeles y demonios a través de la representación de los miembros de BTS en ambientes y atuendos decadentes mientras intentan no rendirse ante el pecado y la tentación. Entre los elementos más sombríos y complejos están los sudarios y velos, que aluden a la vida después de la muerte. Antes de que el clip termine, Jin se encuentra con un ángel de concreto blanco, con alas negras, y se siente compelido a besarlo. Entonces se muestra a V posando con sus alas desgarradas para transmitir «la aceptación de la imperfección de que un ángel podría perder sus alas».
Respecto al video, Jeff Benjamin de Fuse destacó su atmósfera «oscura», a la que se refirió como «impresionante», mientras que Taylor Glasby de Dazed escribió que, visualmente, «captura una relación apasionada y destructiva». Similarmente, en una reseña para Billboard, Tamar Herman recalcó las metáforas presentadas en el clip y las consideró «cautivadoras». El editor de Dazed Selim Bulut lo ubicó en el número nueve de su lista de los mejores videos musicales de 2016, en tanto que Billboard lo incluyó en su ranking de los mejores videos musicales de la década de 2010; en el listado, Caitlin Kelley comentó que «"Blood Sweat & Tears" es la tesis de BTS como un grupo de K-pop cuyo trabajo es rico en interpretación». Por otro lado, «Blood Sweat & Tears» recibió el premio al mejor video musical en los Seoul Music Awards 2017 y obtuvo una nominación en la misma categoría en los Mnet Asian Music Awards 2017 y en los Soompi Awards. Consiguió un total de 6.3 millones de reproducciones en un día y alcanzó diez millones de visitas en 42 horas, por lo que fue el video de un grupo de K-pop que superó más rápidamente esa cifra. Asimismo, fue el video musical de K-pop más visto en octubre de 2016 en Estados Unidos.
El 9 de mayo de 2017, Universal Music Japan publicó en Youtube la versión en japonés de «Blood Sweat & Tears». A pesar de que el clip se centró en el arte al igual que su contraparte en coreano, la grabación es más intensa e incluye referencias a las líneas narrativas de los sencillos «I Need U» y «Run». Presenta una dimensión alternativa sombría y realidades múltiples mediante colores neón y efectos psicodélicos, donde los miembros de BTS luchan entre ellos e intentan matarse unos a otros.

## Presentaciones en vivo

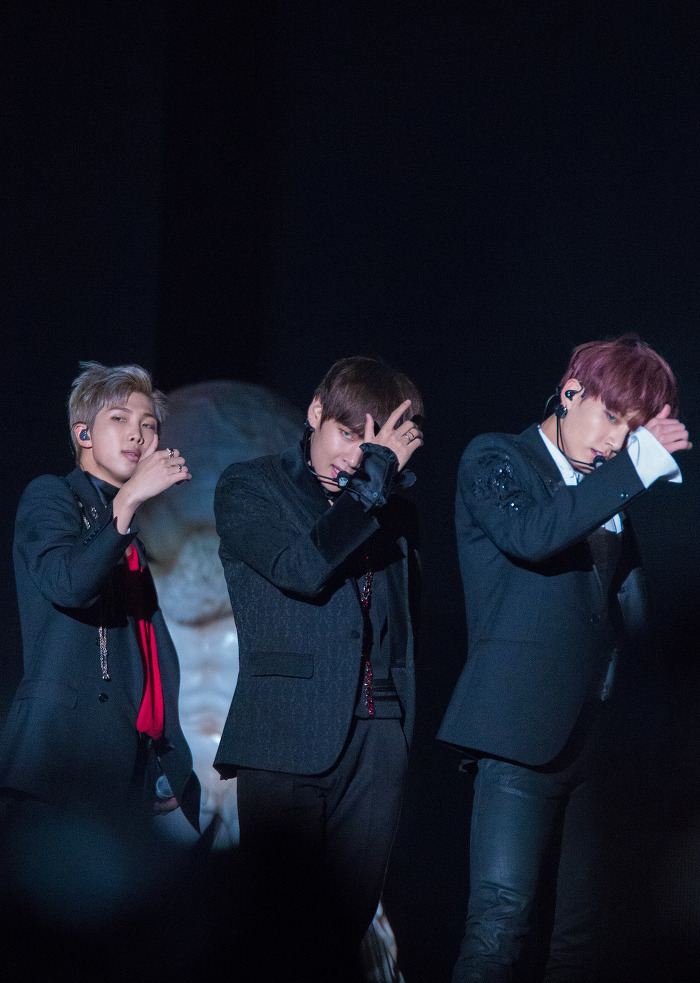
(De izquierda a derecha) RM, V y Jungkook interpretando «Blood Sweat & Tears» en los Melon Music Awards 2016.

Para promocionar «Blood Sweat & Tears» y Wings, BTS realizó varias presentaciones en programas de música surcoreanos entre octubre y noviembre de 2016. Interpretó la canción por primera vez en M! Countdown de Mnet, en la transmisión del 13 de octubre, mientras que en los siguientes tres días apareció en Music Bank, Show! Music Core e Inkigayo. También presentó el tema en los Melon Music Awards 2016, junto con el sencillo «Fire», y en los Mnet Asian Music Awards (MAMA), el 19 de noviembre y el 2 de diciembre respectivamente. Como preludio a su última actuación en los MAMA, Jungkook estuvo suspendido en el aire mientras RM recitaba un pasaje de Demian. Le siguió una coreografía ejecutada por J-Hope y Jimin con «Boy Meets Evil» y «Lie» como música de fondo. Después se les unieron los demás integrantes, quienes aparecieron como «ángeles caídos». Por otro lado, «Blood Sweat & Tears» también formó parte del repertorio de su gira The Wings Tour (2017).

## Reconocimientos
Las revistas Billboard y Dazed seleccionaron a «Blood Sweat & Tears» como una de las veinte mejores canciones de K-pop de 2016. Billboard también la incluyó en la séptima y 16.ª posición de sus listas «las mejores 100 canciones de K-pop de la década de 2010» y «las 100 mejores canciones de boy bands de todos los tiempos», respectivamente. Similarmente, GQ la colocó en su lista de las mejores canciones de K-pop de la década del 2010 y la eligió como la más destacada de 2016. En representación de la revista, Glasby llamó a la canción el «magnum opus de BTS». «Blood Sweat & Tears» también recibió una nominación a canción del año en los Mnet Asian Music Awards 2016 y acumuló un total de seis premios de programas de música surcoreanos, entre ellos obtuvo dos de manera consecutiva en Music Bank. Asimismo, consiguió dos Melon Weekly Popularity Awards debido a su éxito en plataformas digitales.
| Año  | Premios                 | Categoría                                     | Resultado | Ref.          |
| ---- | ----------------------- | --------------------------------------------- | --------- | ------------- |
| 2016 | Mnet Asian Music Awards | Canción del año                               | Nominado  | [ 59 ]        |
| 2016 | Mnet Asian Music Awards | Mejor presentación de baile - Grupo masculino | Ganador   | [ 78 ]        |
| 2016 | Mnet Asian Music Awards | Mejor video musical                           | Nominado  | [ 79 ]        |
| 2017 | Gaon Chart Music Awards | Canción del año – octubre                     | Nominado  | [ 80 ]        |
| 2017 | Seoul Music Awards      | Mejor video musical                           | Ganador   | [ 81 ] [ 82 ] |
| 2017 | Soompi Awards           | Canción del año                               | Ganador   | [ 83 ]        |
| 2017 | Soompi Awards           | Video musical Fuse del año                    | Nominado  | [ 84 ]        |

| Programa      | Cadena  | Fecha                 | Ref.   |
| ------------- | ------- | --------------------- | ------ |
| Show Champion | MBC M   | 19 de octubre de 2016 | [ 85 ] |
| M Countdown   | Mnet    | 20 de octubre de 2016 | [ 86 ] |
| Music Bank    | KBS2    | 21 de octubre de 2016 | [ 87 ] |
| Music Bank    | KBS2    | 28 de octubre de 2016 | [ 88 ] |
| Inkigayo      | SBS     | 23 de octubre de 2016 | [ 89 ] |
| The Show      | SBS MTV | 25 de octubre de 2016 | [ 90 ] |

## Lista de canciones y formatos
| Descarga digital, streaming (Versión en coreano) |                                    |          |  |
| N.º                                              | Título                             | Duración |  |
| 1.                                               | «피 땀 눈물» (Blood Sweat & Tears) | 3:37     |  |

| Descarga digital, Edición CD regular (Versión en japonés) |                    |          |  |
| N.º                                                       | Título             | Duración |  |
| 1.                                                        | «Chi, Ase, Namida» | 3:35     |  |
| 2.                                                        | «Not Today»        | 3:52     |  |
| 3.                                                        | «Spring Day»       | 4:34     |  |

| Edición limitada A (CD + DVD) (Versión en japonés) |                                       |          |  |
| N.º                                                | Título                                | Duración |  |
| 1.                                                 | «Chi, Ase, Namida»                    | 3:35     |  |
| 2.                                                 | «Not Today»                           | 3:52     |  |
| 3.                                                 | «Blood Sweat & Tears» (video musical) |          |  |
| 4.                                                 | «Chi, Ase, Namida» (video musical)    |          |  |

| Edición limitada B (CD + DVD) (Versión en japonés) |                                              |          |  |
| N.º                                                | Título                                       | Duración |  |
| 1.                                                 | «Chi, Ase, Namida»                           | 3:35     |  |
| 2.                                                 | «Not Today»                                  | 3:52     |  |
| 3.                                                 | «Chi, Ase, Namida» (making of music video)   |          |  |
| 4.                                                 | «Chi, Ase, Namida» (making of jacket photos) |          |  |

| Edición limitada C (CD + Booklet) (Versión en japonés) |                    |          |  |
| N.º                                                    | Título             | Duración |  |
| 1.                                                     | «Chi, Ase, Namida» | 3:35     |  |
| 2.                                                     | «Not Today»        | 3:52     |  |

## Posicionamiento en listas
| Lista (2017)                              | Mejor posición |
| ----------------------------------------- | -------------- |
| Canadá (Canadian Hot 100)                 | 86             |
| Corea del Sur (Gaon Digital Chart)        | 1              |
| Estados Unidos (World Digital Song Sales) | 1              |
| Filipinas (Philippine Hot 100)            | 82             |
| Francia (SNEP)                            | 168            |
| Japón (Japan Hot 100)                     | 18             |
| Nueva Zelanda (RMNZ Heatseekers)          | 7              |
| Reino Unido (Independent Singles)         | 47             |

| Lista (2017)                       | Mejor posición |
| ---------------------------------- | -------------- |
| Japón (Japan Hot 100)              | 1              |
| Japón (Billboard Top Single Sales) | 1              |
| Japón (Oricon)                     | 1              |

| Corea del Sur (Gaon Digital Chart) | 6 |

| Lista                              | Posición |      |      |      |      |      |      |
| 2016                               | 2016     | 2016 | 2016 | 2016 | 2016 | 2016 | 2016 |
| ---------------------------------- | -------- | ---- | ---- | ---- | ---- | ---- | ---- |
| Corea del Sur (Gaon Digital Chart) | 91       |      |      |      |      |      |      |
| 2017                               |          |      |      |      |      |      |      |
| Corea del Sur (Gaon Digital Chart) | 73       |      |      |      |      |      |      |

| Japón (Japan Hot 100) | 27 |
| Japón (Oricon)        | 22 |

## Certificaciones y ventas
| Corea del Sur     | —       | 2 500 000+ |
| Estados Unidos    | —       | 97 000     |
| Japón (RIAJ)      | Platino | 310 276    |
| Reino Unido (BPI) | Plata   | 200 000    |
| Streaming         |         |            |
| Japón (RIAJ)      | Oro     | 50 000 000 |
| Japón (RIAJ)      | Plata   | 30 000 000 |

## Créditos y personal
Los créditos están adaptados de las notas de álbum de You Never Walk Alone.
| - BTS: voces principales - «Hitman» Bang: composición - RM: composición - Suga: composición - J-Hope: composición - Kim Doohyon: composición | - Pdogg: composición, producción, sintetizador, teclado, arreglo vocal, arreglo de rap, ingeniería de grabación - KM-MARKIT: composición (Versión en japonés) - Jungkook: coro - Jimin: coro - James F. Reynolds: ingeniería de mezcla |

## Historial de lanzamiento
| País   | Fecha                 | Formato                    | Versión    | Sello                 | Ref.   |
| ------ | --------------------- | -------------------------- | ---------- | --------------------- | ------ |
| Varios | 10 de octubre de 2016 | Descarga digital streaming | En coreano | Big Hit               | [ 7 ]  |
| Varios | 10 de mayo de 2017    | Descarga digital streaming | En japonés | Universal Music Japan | [ 91 ] |
| Japón  | 10 de mayo de 2017    | Sencillo en CD             | En japonés | Universal Music Japan | [ 92 ] |
| Japón  | 10 de mayo de 2017    | CD + DVD                   | En japonés | Universal Music Japan | [ 93 ] |
| Japón  | 10 de mayo de 2017    | CD + Booklet               | En japonés | Universal Music Japan | [ 95 ] |